# Tavua
Tavua – miasto w Fidżi (Dystrykt Zachodni), na wyspie Viti Levu, w prowincji Ba. Prawa miejskie posiada od 1992.  Położone 91 kilometrów od Nadi i 9 kilometrów od Vatukoula – ośrodka górnictwa złota. Według danych szacunkowych na rok 2009 liczy 2457 mieszkańców.